# Ubuntu MATE
Ubuntu MATE (ウブントゥ マテ) はフリーでオープンソースでプログラミング制作されたLinuxディストリビューションで、Ubuntu公式の派生品である。Ubuntuとの主な違いは、標準のユーザインターフェースにGNOME 3ではなくGNOME 2を基に作られたMATE（マテ）デスクトップ環境を用いていることである。
Ubuntu MATEプロジェクトはマーティン・ウィンプレス（Martin Wimpress）とアラン・ポープ（Alan Pope）によって設立され、Ubuntuの非公式な派生品として始まった。最初のリリースではUbuntu 14.10がベースとして用いられ、14.04 LTSをベースとしたリリースが続いてすぐにリリースされた。2015年2月にはUbuntu MATEは15.04 Beta 1のリリースによりカノニカルからUbuntuの公式な派生品として認められた。当初からサポートしていたプラットフォームであるIA-32とx86-64に加え、Ubuntu MATEはPowerPCとARMv7（Raspberry Pi 2）をサポートしている。
2015年4月にはUbuntu MATEは英国のコンピュータ販売業者であるエントロウェア（Entroware）との提携を発表した。Entrowareの顧客はUbuntu MATEがプリインストールされ、完全なサポートのついたデスクトップパソコンおよびノートパソコンを購入することができる。他のハードウェアの取り扱いは後程発表される予定である。

## リリース
| 最新のリリース | サポート終了したリリース | サポート中のリリース | 将来のリリース |

| バージョン | コードネーム      | リリース日     | サポート期限 | 備考                                                                                    |
| ---------- | ----------------- | -------------- | ------------ | --------------------------------------------------------------------------------------- |
| 14.04 LTS  | Trusty Tahr       | 2014年11月11日 | 2019年4月    | Ubuntuと同様の2019年までの長期サポートを提供するために14.10のリリース後にリリースされた |
| 14.10      | Utopic Unicorn    | 2014年10月23日 | 2015年7月    | 初めてのリリース                                                                        |
| 15.04      | Vivid Vervet      | 2015年04月23日 | 2016年1月    | Ubuntuの公式派生品として初めてのリリース                                                |
| 15.10      | Wily Werewolf     | 2015年10月22日 | 2016年7月    | MATE 1.10を採用、Ubuntuソフトウェアセンターは標準ではインストールされない               |
| 16.04 LTS  | Xenial Xerus      | 2016年4月21日  | 2019年4月    | 公式派生品として初めての長期サポートリリース、MATE 1.12を採用                           |
| 16.10      | Yakkety Yak       | 2016年10月13日 | 2017年7月    | MATEデスクトップにおけるGTK3+実装をフルサポート。多くのアプリケーションが使用可能に。   |
| 17.04      | Zesty Zapus       | 2017年4月13日  | 2018年1月    | GTK3+導入作業を完了。                                                                   |
| 17.10      | Artful Aardvark   | 2017年10月19日 | 2018年7月    |                                                                                         |
| 18.04 LTS  | Bionic Beaver     | 2018年4月26日  | 2021年4月    | LTSリリース。                                                                           |
| 18.10      | Cosmic Cuttlefish | 2018年10月18日 | 2019年7月    |                                                                                         |
| 19.04      | Disco Dingo       | 2019年4月18日  | 2020年1月    |                                                                                         |
| 19.10      | Eoan Ermine       | 2019年10月17日 | 2020年7月    |                                                                                         |
| 20.04 LTS  | Focal Fossa       | 2020年4月23日  | 2023年4月    | LTSリリース。                                                                           |
| 20.10      | Groovy Gorilla    | 2020年10月22日 | 2021年7月    |                                                                                         |
| 21.04      | Hirsute Hippo     | 2021年4月22日  | 2022年1月    |                                                                                         |
| 21.10      | Impish Indri      | 2021年10月14日 | 2022年7月    |                                                                                         |
| 22.04 LTS  | Jammy Jellyfish   | 2022年4月21日  | 2025年4月    | LTSリリース。                                                                           |
| 22.10      | Kinetic Kudu      | 2022年10月20日 | 2023年7月    |                                                                                         |
| 23.04      | Lunar Lobster     | 2023年4月20日  | 2024年1月    |                                                                                         |
| 23.10      | Mantic Minotaur   | 2023年9月25日  | 2024年7月    |                                                                                         |
| 24.04 LTS  | Noble Numbat      | 2024年4月25日  | 2027年4月    | LTSリリース。                                                                           |
| 24.10      | Oracular Oriole   | 2024年10月10日 | 2025年7月    |                                                                                         |
| 25.04      | Plucky Puffin     | 2025年4月17日  | 2026年1月    | 最新版。                                                                                |